# 社団
社団（しゃだん、英仏: association、独: Verein）とは、大陸法及び英米法における民事法上の概念で、一定の目的によって結集した人の集団について用いられる。大陸法においては、一定の目的によって結合した財産の集団である財団と対立する概念ともされる。

## 日本法における社団

### 社団法人
講学上、法人格を有する社団は広く社団法人と呼ばれる。会社や一般社団法人がその典型である。
法令用語としては、広義の社団法人のうち、民法または民法施行法に基づいて設立されたもののみを社団法人と呼称していたが、一般社団法人及び一般財団法人に関する法律（一般社団・財団法人法）の2008年12月施行に伴い、狭義の社団法人である民法または民法施行法に基づく社団法人は2013年11月30日の移行期間満了までに解散または一般社団法人へ移行することになった。
なお、民法以外の法律によって法人格を取得した社団は、それぞれの法律によって定められた名称によって呼ばれる。

### 社団と組合
伝統的な理解によれば、組合は団体の構成員からの独立性が弱い点で社団と峻別されるとみるが、組合であっても営利目的であれば会社設立も可能であり、権利能力及び社団性のない人的団体にのみ民法の組合に関する規定は適用されるということになる。
一方、そもそも、現代の実社会における組合と社団の両者を異質なものと捉えることには無理があるとの見解も主張されており、この見解によれば、もはや民法上の組合とは民法の組合に関する規定を適用すべき団体を指すというよりないとされる。

### 権利能力なき社団
法人格（権利能力）を持たない社団も、一定の要件を満たせば法人と同様に取り扱われることもある。
例えば、 
1. 団体としての組織を備え、
2. 多数決の原則が行われ、
3. 構成員の変更にかかわらず団体そのものが存続し、
4. その組織において代表の方法、総会の運営、財産管理その他団体としての主要な点が確定している

場合には、民事訴訟法上で当事者能力が認められる。

## 社団国家論
主権国家成立以前の、国内の社団に権力機構が分散した国家体制を社団国家と呼ぶ。